# 小泉信彦
小泉 信彦（こいずみ のぶひこ、男性、1961年8月13日 - ）は、キーボーディスト、作曲家、編曲家、音楽プロデューサー。血液型はB型。三人兄弟の三男として茨城県水戸市に生まれる。明治学院大学文学部フランス文学科卒業。

## 略歴
1964年頃 マリンバを習いはじめる。その後、周囲の勧めにより、ピアノへ転向する。
1974年 中学入学。中学時代にはギターを習得。バンドを結成し、ビートルズやチューリップのコピーなどを演奏。
1981年 明治学院大学入学。企業の忘年会で演奏し、はじめて音楽で収入を得る。
卒業後、ラッツ&スターの新宿ルイードライブを皮切りにプロの仕事をはじめる。
2002年の松尾清憲のアルバム『Hello Shakespeare』以降、数作において音楽プロデューサーとしてアルバム制作に参画。ライブのサポートメンバーとしても行動を共にしている。
2011年の杉真理のアルバム『風の吹く場所』の編曲を担当。杉真理のライブサポートを務めるThe Dreamers、CHILI DOGS、カルパッチョスなどのバンドメンバーにも名を連ねている。
2016年 9月以降、チューリップのサポート・メンバーとして全国ツアーに帯同。

## 在籍するバンド
- The Dreamers（清水淳・田上正和・橋本哲・山本圭右・嶋田陽一・京田誠一・小池浩道・藤田哲也・小室和幸・向井寛・楠瀬誠志郎・谷口守・小泉信彦）杉真理のサポートバンド
- CHILI DOGS（清水淳・谷口守・渡辺格・里村美和・小泉信彦）杉真理のサポートバンド
- カルパッチョス（藤田哲也・渡辺格・高橋結子・清水淳・小泉信彦）杉真理のサポートバンド
- Velvet Tea Sets（小室和幸・朝倉真司・西池崇・西村純・小泉信彦）松尾清憲のサポートバンド
- seamus（田中裕千・清水淳・武藤祐生・大土井裕二・小泉信彦）
- Fishing Persons（田中徹・堀尾忠司・小倉昌浩・浅野雅暢・小泉信彦）
- SHEEP（堀尾忠司・田中久義・田中徹・小倉昌浩・赤尾光代・小泉信彦）

## 作曲・編曲・プロデュース
- 上田雅利
  - アルバム『GRATITUDE』 - サウンドプロデュース
  - アルバム『Hello,My Dear』 - サウンドプロデュース（上田雅利・小泉信彦）
  - アルバム『翼の影』 - サウンドプロデュース
- かの香織
  - 「Finally」 - 編曲（松尾清憲・小泉信彦）
- 河村隆一
  - 「北へ」「月はもちろん」「あの日の少年」「Hello Hello」 - 編曲
- 杉真理
  - アルバム『風の吹く場所』 - 編曲
- 杉真理&安部恭弘
  - 「音楽の女神」 - 編曲
- 杉真理&坂崎幸之助
  - 「長い休暇をもう一度」 - 編曲
- 鈴木聖美
  - 「心のキャンドル(Candle in the Mind)」 - 編曲（松尾清憲・小泉信彦）
- 玉城ちはる
  - 「お喋りGIRL!」「カーニバル」 - 編曲
- 野田幹子
  - 「8月の砂時計」 - 編曲（杉真理・小泉信彦）
- Piccadilly Circus
  - アルバム『Summer of Love』 - 編曲（Piccadilly Circus・嶋田陽一・小泉信彦）
- BOX
  - 「Broadway Showへようこそ」 - ブラス編曲
- 松浦有希
  - 「夕焼けのSympathy」「猫になりたい」「同じ空を見ている」「赤い靴」「放課後の冒険者たち」 - 編曲
- 松尾清憲
  - アルバム『Hello Shakespeare』 - サウンドプロデュース（松尾清憲・小泉信彦）
  - アルバム『SPIN』 - サウンドプロデュース（松尾清憲・小泉信彦）
  - アルバム『松尾清憲の肖像 -ロマンの三原色』 - サウンドプロデュース（松尾清憲・小泉信彦）
  - アルバム『One More Smile』 - サウンドプロデュース（松尾清憲・小泉信彦）
  - アルバム『This Tiny World』 - サウンドプロデュース（松尾清憲・小泉信彦）
- 松田聖子
  - 「私の愛」 - 編曲
- 未来ミュージック
  - 「象の家」 - 作曲
  - 「ニーニャの店」 - 編曲（小室和幸・小泉信彦）
- 吉田小百合
  - 「0-G Love」 - 編曲

## ライブ・レコーディング参加
- 相川七瀬
- 安部恭弘
- 新居昭乃
- 石川鷹彦
- 岩田光央
- 上田雅利
- オールウェイズ
- 大浦みずき
- 河村隆一
- KAN
- 辛島美登里
- 木嶋浩史
- KUSU KUSU
- クールス
- PSY・S
- 財津和夫
- 嵯峨絹子
- 崎谷健次郎
- 桜井鉄太郎
- 佐野量子
- 杉真理
- 鈴木蘭々
- 竹内まりや
- 谷村有美
- チューリップ
- 東郷昌和
- 中村あゆみ
- 野田幹子
- Piccadilly Circus
- 平田輝
- 深津絵理
- 普天間かおり
- PEPPERLAND ORANGE
- BOX
- 本田美奈子
- 松尾清憲
- 松浦有希
- 宮里久美
- 宮原芽映
- 宮村優子
- 森公美子
- 諸岡なほ子
- 吉田小百合
- ラッツ&スター
- 渡辺かおる